# Kalwaria Zebrzydowska
Kalwaria Zebrzydowska é um município da Polônia, na voivodia da Pequena Polônia e no condado de Wadowice. Estende-se por uma área de 5,5 km², com 4 606 habitantes, segundo os censos de 2017, com uma densidade de 837 hab/km².